# Ross Wales
Ross Wales (Estados Unidos, 17 de octubre de 1947) es un nadador estadounidense retirado especializado en pruebas de estilo mariposa, donde consiguió ser medallista de bronce olímpico en 1968 en los 100 metros.

## Carrera deportiva
En los Juegos Olímpicos de México 1968 ganó la medalla de bronce en los 100 metros estilo mariposa, con un tiempo de 57.2 segundos, tras sus compatriotas Douglas Russell y Mark Spitz.
Y en los Juegos Panamericanos de 1967 celebrados en la ciudad canadiense de Winnipeg ganó la plata también en los 100 metros mariposa.